# 黑格纳数
黑格纳数（Heegner number）指滿足以下性質，非平方數的正整數：其虚二次域Q(√−d)的類数为1，亦即其整數環為唯一分解整環。
黑格纳数只有以下九個：
1, 2, 3, 7, 11, 19, 43, 67, 163。（OEIS數列A003173）
高斯曾猜測符合上述特性的數只有九個，但未提出證明，1952年庫爾特·黑格納提出不完整的證明，後來由哈羅德·斯塔克提出完整的證明，即為斯塔克–黑格納定理。

## 歐拉的質數多項式
歐拉的質數多項式如下：
{\displaystyle n^{2}+n+41,\,}
在n = 1, ..., 40時會產生不同的40個質數，這相关于黑格纳数163 = 4 · 41 − 1.
歐拉公式，{\displaystyle n}取值為1,... 40和以下的多項式
{\displaystyle n^{2}+n+41,\,}
讓{\displaystyle n}取值0,... 39時等效，而Rabinowitz證明了
{\displaystyle n^{2}+n+p\,}
在{\displaystyle n=0,\dots ,p-2}時，多項式為質數的充份必要條件為其判別式{\displaystyle 1-4p}等於負的黑格纳数。
（若代入{\displaystyle p-1}會得到{\displaystyle p^{2}}一定不是質數，因此最大值只能取到{\displaystyle p-2}）
1, 2和3不符合要求，因此符合條件的黑格纳数為{\displaystyle 7,11,19,43,67,163}，也就表示可以讓歐拉公式產生質數的p為{\displaystyle 2,3,5,11,17,41}，這些數字被弗朗索瓦·勒·利奥奈稱為歐拉的幸運數。

## 拉马努金常数
拉马努金常数是{\displaystyle e^{\pi {\sqrt {163}}}}的值，是超越數，但非常接近整数：
{\displaystyle e^{\pi {\sqrt {163}}}=262,537,412,640,768,743.999\ 999\ 999\ 999\ 25\ldots }
這個數字是在1859年由數學家夏爾·埃爾米特發現，在1975年愚人節的《科学美国人》，《數學遊戲》的專欄作家马丁·加德纳故意聲稱這個數字其實是整數，而印度數學天才斯里尼瓦瑟·拉马努金也預測了這個數很接近整數，因此以他的名字來命名。
這個巧合可以用j-invariant的複數乘法及q展開來表示。

## 註解
1. ↑  Q(√−d)的整數環為唯一分解整環，也就表示Q(√−d)的數字都只有一種因數分解方式，例如Q(√−5)的整數環不是唯一分解整環，因為6可以以兩種方式在 {\displaystyle \mathbb {Z} [{\sqrt {-5}}]} 中表成整數乘積：{\displaystyle 2\times 3} 和 {\displaystyle (1+{\sqrt {-5}})(1-{\sqrt {-5}})}。

## 外部連結
- 埃里克·韦斯坦因. . MathWorld.
- Sloane, N.J.A. (编). . The On-Line Encyclopedia of Integer Sequences. OEIS Foundation.
- Gauss' Class Number Problem for Imaginary Quadratic Fields, by Dorian Goldfeld （页面存档备份，存于）: Detailed history of problem.
- Clark, Alex. . Numberphile. Brady Haran.   [2013-10-08]. （原始内容存档于2013-05-16）.